# Elacatis kraatzi
Elacatis kraatzi es una especie de coleóptero de la familia Salpingidae.

## Distribución geográfica
Habita en Siberia.